# Душмань
Душмань (рум. Dușmani) — село у Глоденському районі Молдови. Утворює окрему комуну.

## Населення
За даними перепису населення 2004 року у селі проживали 2000 осіб.
Національний склад населення села:
| Національність       | Кількість осіб | Відсоток   |
| -------------------- | -------------- | ---------- |
| молдавани румуни     | 1910 5         | 95,5% 0,3% |
| цигани               | 58             | 2,9%       |
| українці             | 19             | 1,0%       |
| росіяни              | 7              | 0,4%       |
| інша / без відповіді | 1              | 0,1%       |
| Всього               | 2000           | 100%       |